# Emmanuel Boulanger
Pour les articles homonymes, voir Boulanger (homonymie).
Emmanuel Boulanger (né à Fontainebleau le 2 juin 1973) est un musicien, violoncelliste, compositeur et pédagogue français.

## Biographie
Emmanuel Boulanger est formé au Conservatoire national supérieur de musique et de danse de Paris, où il est admis dès l'âge de 14 ans, avant d'être l'élève d'André Navarra en 1988 à Sermonetta (Italie) et de Mischa Maisky en 1992 à l'Académie Chigiana de Sienne.
Il assiste également à des masterclasses d'Anner Bylsma, György Sebök ou Aldo Parisot.
Il est lauréat d'un premier prix de musique de chambre, d'un premier prix de violoncelle du CNSM de Paris. Il est également lauréat de l’Association Yehudi Menuhin, puis obtient la bourse Raymond-Berthier, décernée par l'AMOPA et accède brillamment au 3e cycle universitaire (à l'unanimité, 1er nommé) dans la catégorie Soliste du Conservatoire National Supérieur de Musique  de Paris.
Il reçoit en 1995 le certificat d'aptitude à l'enseignement du violoncelle.  Son mémoire de fin d'études au CSMDP porte sur « Les techniques d'archet au service du répertoire de violoncelle ».
Il reçoit en 1995 la Médaille d'argent des arts, sciences et lettres, primée par l’Académie française.
Il développe parallèlement une activité régulière de concertiste en France ou dans d'autres pays (États-Unis, Allemagne, Russie, Canada, Maroc, comme soliste ou avec diverses formations de musique de chambre, où il joue Haydn, Schumann, Sofia Goubaïdoulina, Chostakovitch) lors de festivals comme les Flâneries musicales de Reims, le Festival de La Roque-d'Anthéron, le Festival de Greensboro, le Festival de musique du Schleswig-Holstein, ou au Conservatoire Tchaïkovski de Moscou, etc.
Il donne des concerts associant l'orgue et le violoncelle p. ex. à l'Abbaye Notre-Dame d'Ourscamp, à l'Abbaye de Valloires, dans la cathédrale d'Amiens, et à Paris ou à Bruxelles dans divers lieux de culte.
Professeur à l'École nationale de musique, de danse et d’art dramatique de Brest, il fonde l'ensemble de violoncelles Les Archets de Brest.
Entre 2005 et 2022, il enseigne au Conservatoire Régional de Besançon , et crée l'Octuor de violoncelles de Besançon pour lequel il organise des concerts en France et à l'étranger, notamment des tournées en Autriche et en Pologne.
Aujourd'hui, Professeur de Violoncelle au Conservatoire Régional de Reims, il poursuit ses activités  de créations et de développement artistique autour du violoncelle avec l'Octuor de Violoncelles de Champagne.
Il est membre de la SACEM en tant que compositeur depuis 2003.
Depuis 2016, Emmanuel Boulanger crée et produit plusieurs spectacles avec Violoncelles autour de multiples Arts (danse, chant, calligraphie, percussions...) dans une exploration artistique innovante à destination du grand public: 
An Evening with Nat King Cole, La Légende d'Ashitaka, l'Univers d'Hayao Miyazaki, Le Voyage de Saraswati, le Songe évocateur de l'Inde

## Enregistrements
- Emmanuel Boulanger joue Cassadó, Delplace, Kodály : Suite pour violoncelle seul, vlc. Skarbo DSK 1058, 2005[7]
  - Gaspar Cassadó (1897-1966) : Suite pour violoncelle seul
  - Stéphane Delplace (né en 1953) : Variations dans le ton de sol
  - Zoltán Kodály (1882-1967) : Sonate op. 8 pour violoncelle seul

## Catalogue ( extraits)
- Sonate pour Violon et Violoncelle
- Chorals et Fugues pour Piano
- Philia pour ensemble de Violoncelles
- Symphonia pour Octuor de Violoncelles
- Spectacles :"An Evening with Nat King Cole", "La Légende d'Ashitaka, l'Univers d'Hayao Miyazaki", "Le Voyage de Saraswati, le Songe évocateur de l'Inde"